# حمزه یوسف (دانشور)
شیخ حمزه یوسف (متولد شده با نام مارک هنسن؛ 1958) دانشور آمریکایی در زمینه اسلام و از بنیانگذاران کالج زیتونه است. وی از طرفداران یادگیری کلاسیک در اسلام است و علوم اسلامی و روشهای تدریس کلاسیک را در سراسر جهان ترویج داده‌است.
وی یکی از امضا کنندگان کلمه مشترکی بین ما و شما، نامه سرگشاده محققان اسلامی به رهبران مسیحی است که خواستار صلح و تفاهم هستند. یوسف همچنین یکی از امضا کنندگان نامه سرگشاده به ابوبکر البغدادی رهبر پیشین داعش بود که اصول تبلیغی این سازمان تروریستی را رد کرد. گاردین از یوسف به عنوان «می توان گفت تأثیرگذارترین دانشور اسلامی غرب» یاد کرده، و مجله نیویورکر نیز او را «شاید تأثیرگذارترین دانشمند اسلامی در جهان غرب» نامیده‌است. . وی در ۵۰ نفر بالا از ۵۰۰ مؤثرترین مسلمان (همچنین با عنوان مسلمان ۵۰۰ نیز شناخته می‌شود) که سالانه توسط مرکز مطالعات استراتژیک سلطنتی اسلامی در امان، اردن جمع‌آوری شده‌است، و تأثیرگذارترین مسلمانان جهان را رتبه‌بندی می‌کند، قرار گرفته‌است.

## سنین جوانی و تحصیل
یوسف با نام مارک هنسن در والا والا، واشینگتن به دنیا آمد. والدینش دو دانشگاهی بودند که در کالج ویتمن کار می‌کردند و وی در شمال کالیفرنیا بزرگ شد. وی بعنوان یک مسیحی ارتدکس یونانی بزرگ شد و در مدارس مقدماتی در سواحل شرقی و غربی تحصیل کرد. در سال ۱۹۷۷، پس از تجربه نزدیک به مرگ در یک تصادف رانندگی و خواندن قرآن، وی از مسیحیت به اسلام گروید. یوسف دارای نسب ایرلندی، اسکاتلندی و یونانی است.

## کالج زیتونا
او و سایر همکاران، مؤسسه زیتونه را در سال ۱۹۹۶ در برکلی، کالیفرنیا، ایالات متحده تأسیس کردند که به احیای روشهای مطالعه سنتی و علوم اسلامی اختصاص یافته‌است. در اوایل دهه ۲۰۰۰، این دانشگاه بعداً به کالج تبدیل شد و همکاران دیگری به نام‌های زید شاکر و حاتم بازیان در تثبیت بیشتر مؤسسه زیتونه به او پیوستند. سرانجام، در پاییز سال ۲۰۱۰، این مؤسسه درهای خود را به عنوان کالج زیتونه، کالج ۴ ساله هنرهای آزاد مسلمان، که از اولین نوع خود در ایالات متحده است، باز کرد.

## مجادلات
حمزه یوسف در سالهای اخیر درگیر مجادلاتی با موضوعات نژاد، سیاست و انقلابهای عربی بوده‌است.

### در خصوص نژاد
در دسامبر سال ۲۰۱۶، یوسف اظهاراتی کرد که می‌تواند به عنوان انتقادی در مورد تاکتیک‌های به کار گرفته شده توسط جنبش جان سیاهان مهم است پنداشته شود. یوسف ادعا کرد که مسائل داخلی بیشتری در مورد جامعه سیاهپوست وجود دارد که از درون با آن مواجه است، مانند تجزیه خانواده. این با شواهد تجربی پشتیبانی می‌شود که حاکی از نتایج منفی از تجزیه خانواده‌ها در جامعه سیاه است. وی همچنین در مورد احساسات نژادپرستانه در جامعه مسلمانان ابراز نگرانی کرد، جامعه ای که در آن محکوم کردن "امتیاز سفید" شدید، اما در مورد "امتیاز عرب" ساکت است. این امر طوفانی از نفرت در رسانه‌های اجتماعی را تحریک کرد، اما بسیاری از محققان از شیخ یوسف دفاع کردند، مانند امام زید شاکر که اظهار داشت: "با اطمینان کامل می‌توانم بگویم که در بدن شیخ حمزه استخوان نژاد پرستی وجود ندارد. نژادپرست کسی است که به برتری یک نژاد نسبت به دیگری اعتقاد دارد. شیخ حمزه، مانند هر مسلمان جدی، کاملاً این عقیده را رد می‌کند. ".